# Levensgemeenschap
| - Landschap - Ecotoop of landschapselement - Biotoop - Levensgemeenschap |

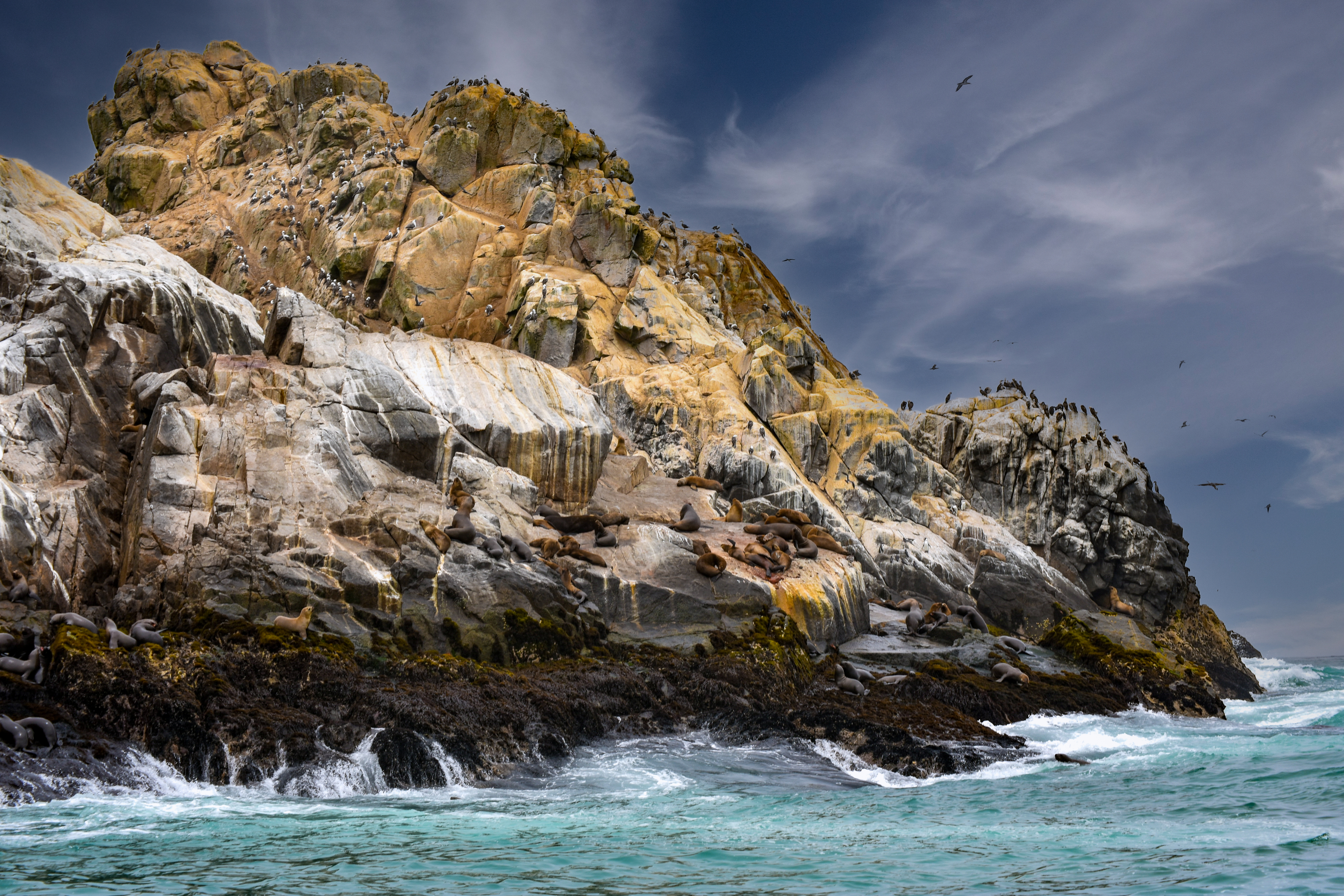
Een maritieme levensgemeenschap op een guanotroof rotseiland in Peru.

Levensgemeenschap of biocoenose is een begrip uit de ecologie en de geobotanie waarmee alle organismen in een bepaald gebied worden aangeduid, waarvan de populaties bij elkaar leven en in staat zijn tot onderlinge interactie te komen.
Een levensgemeenschap in combinatie met het biotoop of de abiotische factoren van een gebied wordt een ecosysteem genoemd.
Het uit planten bestaande deel van de levensgemeenschap heet plantengemeenschap of fytocoenose. Deze zorgt voor de primaire productie in het ecosysteem.